# Invictokoala monticola
Invictokoala monticola (лат.) — вид вымерших сумчатых млекопитающих из семейства коаловых. Типовой и единственный вид в роде Invictokoala. Обитали в среднем плейстоцене на территории современного штата Квинсленд (Австралия). 
Ископаемые остатки обнаружены во время раскопок в пещере в районе горы Этна, названной в честь одноимённого сицилийского вулкана. Вид описан в 2011 году Гилбертом Прайсом (Gilbert J. Price) и Скоттом Хокнуллом (Scott A. Hocknull) на основе голотипа QMF52796 — фрагмента верхней челюсти со вторым и третьим молярами.